# Burkhard Balz

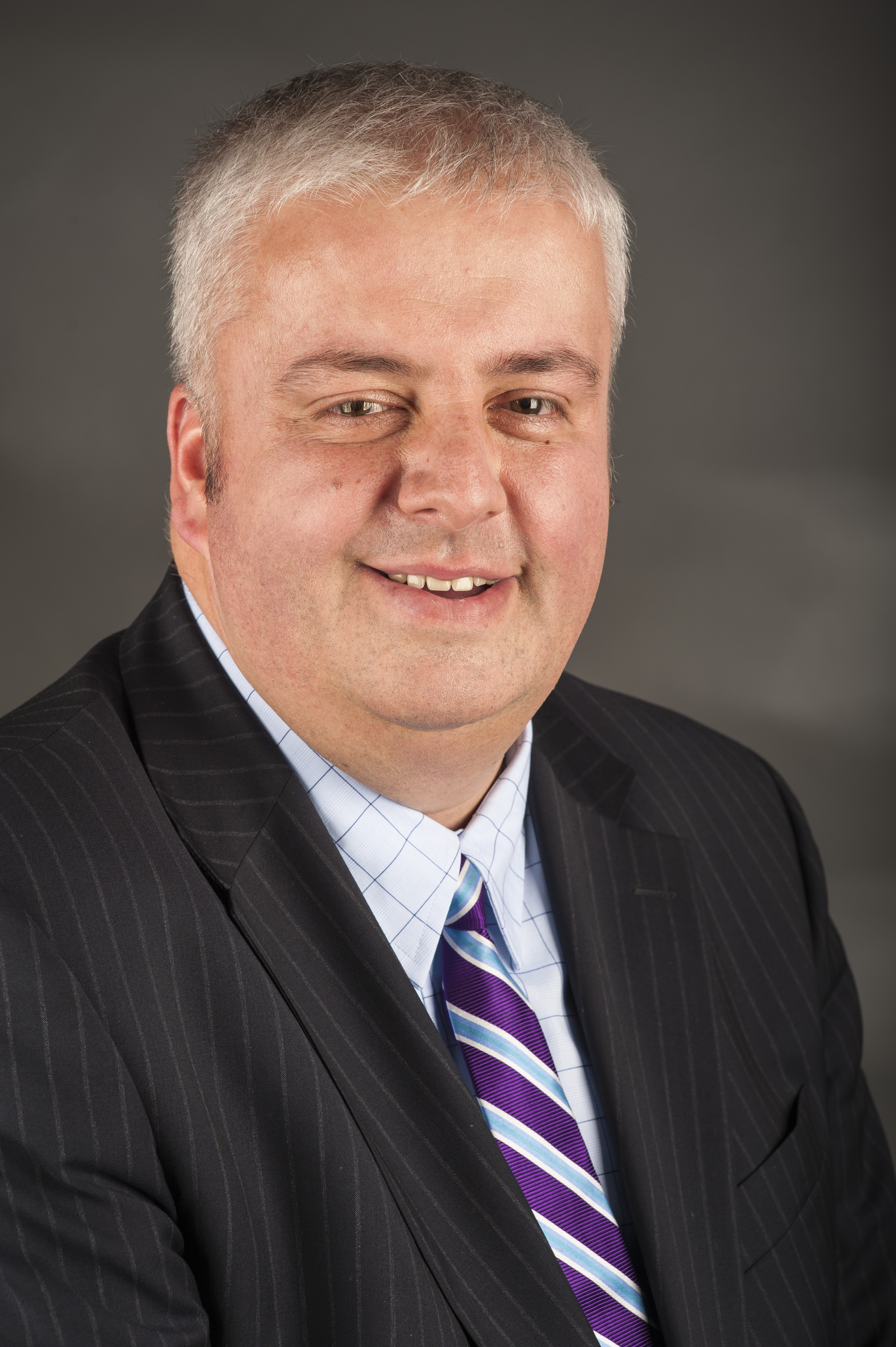
Burkhard Balz 2014

Burkhard Balz (* 24. Juli 1969 in Lemgo) ist ein deutscher Politiker (CDU). Er war von Juli 2009 bis August 2018 Mitglied im Europäischen Parlament für die Region Hannover, die Landkreise Diepholz, Hameln-Pyrmont, Nienburg sowie Schaumburg. Seit dem 1. September 2018 ist er Vorstandsmitglied der Deutschen Bundesbank.
Zu seinen zentralen Themen gehören die neue Europäische Bankenaufsicht, die Eigenkapitalanforderungen für Versicherungen (Solvabilität II).

## Leben und Beruf
Nach dem Abitur 1988 in Stadthagen leistete er seinen Grundwehrdienst bei der Heeresfliegerwaffenschule in Achum ab. Nach einer Lehre als Bankkaufmann in Hannover von 1989 bis 1991 nahm er ein Studium der Rechts- und Staatswissenschaften an der Georg-August-Universität Göttingen auf, dass er im Jahre 2000 mit dem ersten juristischen Staatsexamen abschloss.
Seit 2000 war er bei der Commerzbank in Hannover, Frankfurt am Main, Tokio, London und Brüssel beschäftigt, zuletzt als Abteilungsleiter in Hannover, bis er im bis Juli 2009 sein Mandat als Europaparlamentarier antrat.
Balz ist seit 1996 mit seiner Frau Susanne verheiratet und hat mit ihr seit 2001 einen Sohn.

## Partei
Burkhard Balz wurde im Juli 1985 Mitglied der Jungen Union in Schaumburg, später wurde er Bezirksvorsitzender. Seit 1989 ist er in der CDU. Er war von 1991 bis 2011 Mitglied des Kreistages des Landkreises Schaumburg und von 1991 bis 2015 Ratsherr der Stadt Stadthagen. Von 2002 bis 2006 bekleidete Balz das Amt des Kreisvorsitzenden der CDU Schaumburg. Seit 2003 ist er stellvertretender Bezirksvorsitzender der CDU Hannover. Seit August 2010 ist er Mitglied des Landesvorstands der CDU Niedersachsen.

## Europaabgeordneter
Nach der Europawahl 2009 gehörte Balz dem Europäischen Parlament der 7. Wahlperiode und der 8. Wahlperiode an.
Balz war Mitglied des Ausschusses für Wirtschaft und Währung (ECON). Er gehörte der Delegation des Europäischen Parlaments zu den ASEAN-Staaten (DASE) als Vollmitglied und der Delegation des Europäischen Parlaments zur Volksrepublik China (D-CN) als Stellvertretendes Mitglied an.
Von 2009 bis 2011 war er Mitglied im Sonderausschuss des Europäischen Parlaments zur Finanz-, Wirtschafts- und Sozialkrise. Balz verhandelte auch den Kompromiss zu den drei künftigen EU-Aufsichtsagenturen für Banken, Versicherungen und Wertpapierhändler mit zentralen Durchgriffsrechten, wodurch eine Überwachung der Ratingagenturen möglich wurde und war dabei beteiligt, nach der Finanzkrise die Hedgefonds zu regulieren.
Er war Berichterstatter des Parlamentes für die neuen Eigenkapitalanforderungen für Versicherungen in Europa und zur Einführung des Euros in Lettland.
Als Abgeordneter zum EU-Parlament rückte für ihn im September 2018 Stefan Gehrold nach.

## Mitgliedschaften
Balz war Mitglied der Europa-Union Parlamentariergruppe Europäisches Parlament.
Seit 2007 gehört er dem Aufsichtsrat der deutschen Beteiligungsgesellschaft Apaton Capital AG mit Sitz in Hannover an. Außerdem fungiert er seit April 2012 als Vertrauensmann der Bausparkasse Schwäbisch Hall AG.
Balz ist Mitglied beim Wirtschaftsrat der CDU und in der Deutschen Parlamentarischen Gesellschaft.
Ebenfalls war Balz Mitglied der Kangaroo Group, einer Denkfabrik und Lobbyorganisation mit Sitz in Brüssel.

## Publikationen
- Vortrag auf der GDV-Konferenz in Berlin zum Thema Versicherungsaufsicht und -regulierung (PDF; 69 kB)
- mit Christian Stoess und Bernhard Weisser (Hrsg.): Falschgeld und Münzfälschungen (= Berliner Numismatische Forschungen, Band 14). Gietl-Verlag, Regenstauf 2024. ISBN 978-3-86646-251-9.